# 1936年のメジャーリーグベースボール
以下は、メジャーリーグベースボール（MLB）における1936年のできごとを記す。
1936年4月16日に開幕し10月7日に全日程を終え、ナショナルリーグはニューヨーク・ジャイアンツが3年ぶり14度目のリーグ優勝を、アメリカンリーグはニューヨーク・ヤンキースが4年ぶり8度目のリーグ優勝を飾った。
ワールドシリーズはニューヨーク・ヤンキースがジャイアンツを4勝2敗で破り5度目のシリーズ制覇となった。ニューヨーク・ヤンキースはこの年からリーグ4連覇とともにシリーズ4連覇を果たす。
1935年のメジャーリーグベースボール - 1936年のメジャーリーグベースボール - 1937年のメジャーリーグベースボール

## できごと
アメリカンリーグは前年覇者のデトロイト・タイガースが、ハンク・グリーンバーグ、ミッキー・カクレーンが相次いで傷病に倒れ、その虚をついてヤンキースがタイガースに19.5ゲーム差をつけて優勝した。この年の打線は6人が3割を打ちゲーリッグ一塁手.354、ロルフ三塁手.319、外野手はセルカーク.308、パウエル.306、ディマジオ.323、ディッキー捕手.362で、加えて投手陣はラフィング(20勝)、ピアソン(19勝)、ハドリー(14勝)、ゴメス(13勝)、ブローカ(12勝)、マローン(12勝)と駒が豊富であった。
ナショナルリーグはやはり前年覇者のシカゴ・カブスが2位に後退し、ニューヨーク・ジャイアンツがカール・ハッベルが26勝・防御率2.31、そしてメル・オットが本塁打33本でタイトルに輝きチームは優勝した。
1923年以来のニューヨーク同士となったワールドシリーズは、ヤンキースがレフティ・ゴメスが2勝する快投でジャイアンツを下した。
- ルー・ゲーリッグ が本塁打49本(本塁打王)と最多得点167を記録したが、彼のタイトルはこれが最後となった。
- アメリカンリーグの首位打者はシカゴ・ホワイトソックスのルーク・アップリング遊撃手で1930年にメジャーデビューして4年目の1933年から1941年まで9年連続3割を打ち、さらに1943年から1949年まで（1944年は兵役）6回連続3割を打ち通算15シーズン3割以上の打率を残していて、絶頂期がこの年で打率.388であった。自分の好きな投球が来るまでファウルを打って粘るのがうまく、この打法は彼のトレードマークとなった。1940年9月19日の対ヤンキース戦で相手投手のレッド・ラフィングから24球のファウルを打ちメジャー記録となっている。この打席は30球目がボールで結局四球となった。

### ヤンキー・クリッパー
前年にベーブ・ルースを放出したヤンキースに、この年サンフランシスコ・シールズからヤンキースに昇格してメジャーリーグにデビューした21歳の若者がいた。そしてこの若者は打率.323、29本塁打、125打点の好成績を残し、4年後の1939年に初の首位打者に輝き、ヤンキースのナンバーワン・プレイヤーとなり、そして1936年から1939年までのシリーズ4連覇に大きく貢献した。1914年に漁師の家で生まれたこの若者こそジョー・ディマジオ。後にベーブ・ルース、ルー・ゲーリッグの後継者としてヤンキー・クリッパー(快速艇)と呼ばれた。

### 火の玉投手
この年8月にクリーブランド・インディアンスの17歳の投手が対セントルイス・ブラウンズ戦でメジャーデビューを果たし、9月のフィラデルフィア・アスレチックス戦では1試合17奪三振を記録した。この投手は通算18シーズンに渡ってインディアンス一筋にプレーし通算266勝、2581奪三振をマークした。最多奪三振 7回、ノーヒットノーラン3回を記録したこの投手が後に火の玉投手と呼ばれたボブ・フェラーである。 

### 野球の殿堂
ニューヨーク近郊のクーパースタウンは、1907年にアルバート・スポールディングが組織した「野球史調査委員会」で1839年にアブナー・ダブルディによって考案された野球が最初に行われた所とされて（その後この説は否定されている）、それ以後は野球発祥の地として有名になった。1935年にクーパースタウンから約6.5キロ離れたフライクリークに住む農夫が自宅の納屋から古いトランクを発見した。そしてこの中から本や写真や野球のボールを見つけ出し、そのボールが約100年前にアブナー・ダブルディが野球を行った頃のものとされて、その後さまざまな野球の資料がクーパースタウンに集まってきた。そこでナショナルリーグ会長フォード・フリックはアメリカンリーグ会長ウイル・ハーリッジとランディス・コミッショナーを説得して、このクーパースタウンに「野球の殿堂」を開設することとし、開設時期は野球発祥の年とされた1839年からちょうど100年後の1939年に「野球100年祭」の行事に合わせて開館することとなった。そして同時にフォード・フリックはこの開設予定の「野球の殿堂」に野球史上特に優秀だった球人を選んで祭ることにしようと提案し、全米野球記者協会（BBWAA）にその趣旨と事情を話して協力を依頼した。全米野球記者協会も快く承諾して、1936年にまだ開設されていない「野球の殿堂」に祭る球人の選出を行った。そしてこの年に初めて投票が行われて、投票総数226票で、タイ・カッブ（222票）、ベーブ・ルース（215票）、ホーナス・ワグナー（215票）、クリスティ・マシューソン（205票）、ウォルター・ジョンソン（189票）がその最初の栄誉を受けることになった。この殿堂入りの投票は「野球の殿堂」がまだ完成していない1937年と1938年も続けられて、1939年の「野球の殿堂」の開館時にまとめて表彰式が行われた

### 記録
- ワールドシリーズはニューヨーク・ヤンキースがジャイアンツを下したが、第1戦ではカール・ハッベルを先発させたジャイアンツがラフィングを先発させたヤンキースに6-1で勝ち、この時点でそれまでのヤンキースのシリーズ連勝記録の更新はならなかった。結局1927年にパイレーツに4連勝、1928年にカージナルスに4連勝、1932年にカブスに4連勝、で各年ごとに4連勝して12連勝で止まった。しかしこのシリーズ12連勝は今日までポストシーズン連勝記録として残っている。

## 最終成績

### レギュラーシーズン
| 順 | チーム                           | 勝利 | 敗戦 | 勝率 | G差  |
| -- | -------------------------------- | ---- | ---- | ---- | ---- |
| 1  | ニューヨーク・ヤンキース         | 102  | 51   | .667 | --   |
| 2  | デトロイト・タイガース           | 83   | 71   | .539 | 19.5 |
| 3  | シカゴ・ホワイトソックス         | 81   | 70   | .536 | 20.0 |
| 4  | ワシントン・セネタース           | 82   | 71   | .536 | 20.0 |
| 5  | クリーブランド・インディアンス   | 80   | 74   | .519 | 22.5 |
| 6  | ボストン・レッドソックス         | 74   | 80   | .481 | 28.5 |
| 7  | セントルイス・ブラウンズ         | 57   | 95   | .375 | 44.5 |
| 8  | フィラデルフィア・アスレチックス | 53   | 100  | .346 | 49.0 |

| 順 | チーム                       | 勝利 | 敗戦 | 勝率 | G差  |
| -- | ---------------------------- | ---- | ---- | ---- | ---- |
| 1  | ニューヨーク・ジャイアンツ   | 92   | 62   | .597 | --   |
| 2  | シカゴ・カブス               | 87   | 67   | .565 | 5.0  |
| 3  | セントルイス・カージナルス   | 87   | 67   | .565 | 5.0  |
| 4  | ピッツバーグ・パイレーツ     | 84   | 70   | .545 | 8.0  |
| 5  | シンシナティ・レッズ         | 74   | 80   | .481 | 18.0 |
| 6  | ボストン・ビーズ             | 71   | 83   | .461 | 21.0 |
| 7  | ブルックリン・ドジャース     | 67   | 87   | .435 | 25.0 |
| 8  | フィラデルフィア・フィリーズ | 54   | 100  | .351 | 38.0 |

### オールスターゲーム
- アメリカンリーグ 1 - 4 ナショナルリーグ

### ワールドシリーズ
- ジャイアンツ 2 - 4 ヤンキース

| 9/30 – | ヤンキース   | 1  | - | 6 |  | ジャイアンツ |
| 10/2 – | ヤンキース   | 18 | - | 4 |  | ジャイアンツ |
| 10/3 – | ジャイアンツ | 1  | - | 2 |  | ヤンキース   |
| 10/4 – | ジャイアンツ | 2  | - | 5 |  | ヤンキース   |
| 10/5 – | ジャイアンツ | 5  | - | 4 |  | ヤンキース   |
| 10/6 – | ヤンキース   | 13 | - | 5 |  | ジャイアンツ |

## 個人タイトル

### アメリカンリーグ
| 項目   | 選手                       | 記録 |
| ------ | -------------------------- | ---- |
| 打率   | ルーク・アップリング (CWS) | .388 |
| 本塁打 | ルー・ゲーリッグ (NYY)     | 49   |
| 打点   | ハル・トロスキー (CLE)     | 162  |
| 得点   | ルー・ゲーリッグ (NYY)     | 167  |
| 安打   | アール・アベリル (CLE)     | 232  |
| 盗塁   | リン・ラリー (SLA)         | 37   |

| 項目   | 選手                     | 記録 |
| ------ | ------------------------ | ---- |
| 勝利   | トミー・ブリッジス (DET) | 23   |
| 敗戦   | ゴードン・ローズ (PHA)   | 20   |
| 防御率 | レフティ・グローブ (BOS) | 2.81 |
| 奪三振 | トミー・ブリッジス (DET) | 175  |
| 投球回 | ウェス・フェレル (BOS)   | 301  |
| セーブ | パット・マローン (NYY)   | 9    |

### ナショナルリーグ
| 項目   | 選手                       | 記録 |
| ------ | -------------------------- | ---- |
| 打率   | ポール・ウェイナー (PIT)   | .373 |
| 本塁打 | メル・オット (NYG)         | 33   |
| 打点   | ジョー・メドウィック (STL) | 138  |
| 得点   | アーキー・ヴォーン (PIT)   | 122  |
| 安打   | ジョー・メドウィック (STL) | 223  |
| 盗塁   | ペッパー・マーティン (STL) | 23   |

| 項目   | 選手                         | 記録 |
| ------ | ---------------------------- | ---- |
| 勝利   | カール・ハッベル (NYG)       | 26   |
| 敗戦   | バッキー・ウォルターズ (PHI) | 21   |
| 防御率 | カール・ハッベル (NYG)       | 2.31 |
| 奪三振 | バン・マンゴー (BRO)         | 238  |
| 投球回 | ディジー・ディーン (STL)     | 315  |
| セーブ | ディジー・ディーン (STL)     | 11   |

## 表彰

### シーズンMVP
- アメリカンリーグ ： ルー・ゲーリッグ （NYY）
- ナショナルリーグ ： カール・ハッベル （NYG）

### アメリカ野球殿堂入り表彰者
BBWAA投票
- タイ・カッブ
- ウォルター・ジョンソン
- クリスティ・マシューソン
- ベーブ・ルース
- ホーナス・ワグナー